# Нюкопп-Коски, Айно
Айно Кертту Анникки Нюкопп-Коски (фин. Aino Kerttu Annikki Nykopp-Koski; род. 1950, Финляндия) — финская серийная убийца-патронажная сестра, обвиненная в самой крупномасштабной за всю историю Финляндии серии убийств. Осуждена «пожизненно» (минимум на 12 лет для Финляндии). Настаивает на своей невиновности.

## Биография
Родилась в 1950 году в Финляндии. Была обвинена в том, что будучи патронажной сестрой в Мариинской больнице города Хельсинки в 2004—2009 годах, убивала своих жертв, пожилых пациентов, с помощью медикаментов. Судебно-психиатрическая экспертиза сделала заключение, что женщина была в здравом уме при совершении преступлений.
В 2010 году уездный суд Хельсинки приговорил Нюкопп-Коски к «пожизненному заключению» (12 лет) за 5 убийств и 5 покушений на убийство. После поступившей апелляции надворный суд оставил данный приговор в силе.
22 ноября 2012 года Верховный суд отказал Нюкопп-Коски в апелляции и оставил в силе вынесенный ранее приговор.
В мае 2020 года апелляционный суд отклонил её прошение о досрочном освобождении после 12 лет в заключении, (самый ранний срок возможного освобождения при пожизненном заключении в Финляндии). Следующее прошение о досрочном освобождении будет рассмотрено через 2 года. Таким образом, Нюкопп-Коски проведёт в заключении минимум 14 лет.